# Ернст Казимир (Насау-Вайлбург)
Вижте пояснителната страница за други личности с името Ернст Казимир.
Ернст Казимир фон Насау-Вайлбург (на немски: Ernst Casimir von Nassau-Weilburg; * 15 ноември 1607, Саарбрюкен; † 16 април 1655, Вайлбург) от валрамската линия на Дом Насау, е граф на Насау-Вайлбург от 1621 до 1655 г. Той основава младата линия Насау-Вайлбург.

## Живот
Той е син на граф Лудвиг II фон Насау-Вайлбург (1565 – 1627) и ландграфиня Анна Мария фон Хесен-Касел (1567 – 1626), дъщеря на ландграф Вилхелм IV фон Хесен-Касел (1532 – 1592) и принцеса Сабина фон Вюртемберг (1549 – 1581).
След смъртта на баща му през 1627 г. страната се поделя. Най-големият му брат Вилхелм Лудвиг (1590 – 1640), получава Графство Саарбрюкен, а Йохан (1603 – 1677) става граф на Насау-Идщайн. Ернст Казимир получава Насау-Вайлбург, а брат му Ото (1610 – 1632) получава господството Кирххайм и понеже са още млади, управлението поема брат му Вилхелм Лудвиг.
Ернст Казимир бяга през 1634 г. преди Тридесетгодишната война в Мец и се връща след Вестфалския мирен договор от 1648 г.

## Фамилия
Ернст Казимир се жени на 22 февруари 1634 г. във Вайлбург за графиня Анна Мария фон Сайн-Витгенщайн-Хахенбург (* ноември 1610; † 14 април 1656), дъщеря на граф Вилхелм II фон Зайн-Витгенщайн (1569 – 1623) и графиня Анна Отилия фон Насау-Вайлбург (1582 – 1635), дъщеря на граф Албрехт фон Насау-Вайлбург и графиня Анна фон Насау-Диленбург. Те имат децата:
- Вилхелм Лудвиг (1634 – 1636)
- Мария Елеонора (1636 – 1678), омъжена 1660 г. за граф Казимир фон Еберщайн († 1660)
- син (1637)
- Казимир (1638 – 1639)
- Анна (* 1641), умира млада в Мец
- Фридрих (1640 -1675) граф на Насау-Вайлбург, женен 1663 г. за графиня Кристиана Елизабет фон Сайн-Витгенщайн-Хомбург (1643 – 1678), дъщеря на граф Ернст фон Сайн-Витгенщайн-Хомбург (1599 – 1649)